# Principio de Landauer
El principio de Landauer  es un principio físico  que concierne a una cuota inferior teórica para el consumo de energía de la computación. Establece que "cualquier manipulación lógicamente irreversible de información, tal como la eliminación de un bit, o el fusionando de dos caminos de computación, tiene que ser acompañada por un aumento de entropía correspondiente en grados de libertad que no contienen información del aparato que procesa dicha información, o de su entorno".
Otra manera de frasear el principio de Landauer es que si un observador pierde información sobre un sistema físico, el observador pierde la capacidad de extraer trabajo de aquél sistema.
Una computación lógicamente reversible, en la cual ninguna información es borrada, puede en principio ser llevada a cabo sin liberar cualquier calor. Esto ha llevado a un interés considerable en el estudio de computación reversible. De hecho, sin computación reversible, todo aumento en el número de computaciones por joule de energía disipado debe detenerse en algún momento. 
En 20 °C (temperatura de habitación, o 293.15 K), el límite de Landauer representa una cantidad de  energía de aproximadamente 0.0175 eV, o 2.805 zJ. Teóricamente, la memoria de un ordenador en un lugar con temperatura de habitación que opera en el  límite de Landauer podría ser cambiado a una razón de un billón de bits por segundo (1 Gbit/s), siendo la energía convertida para calentar en los medios de comunicación de memoria en una razón de sólo 2.805 trillionésimas de un vatio (esto es, a una razón de sólo 2.805 pJ/s). Millones de usuarios de ordenadores modernos utilizan un millón de veces esa energía por segundo.

## Historia
Rolf Landauer propuso por primera vez este principio en 1961 mientras trabajaba en IBM. Justificó y estableció límites importantes para una conjetura formulada anteriormente por John von Neumann. Por esta razón, a veces es referido como simplemente la cuota de Landauer, o el límite de Landauer.
En 2011, este principio fue generalizado para mostrar que mientras que borrar información requiere un aumento en entropía, este aumento teóricamente podría ocurrir bajo ningún coste de energía. En cambio, el coste puede ser tomado en otra cantidad física conservada, como momento angular.
En un artículo publicado en el 2012 en la revista Nature, un equipo de físicos del École normale supérieure de Lyon, de la Universidad de Augsburgo y de la Universidad de Kaiserslautern describió que por primera vez  habían medido la cantidad minúscula de calor que es liberado cuando un bit de información individual es borrado.
En 2014, una serie de experimentos físicos probaron el principio de Landauer y confirmaron sus predicciones.
En 2016, unos investigadores utilizaron una proba de láser para medir la cantidad de disipación de energía que resultaba cuando un bit nanomagnético cambiaba de prendido a apagado. Cambiar el estado del bit requirió 26 millielectrovolteos (4.2 zeptojulios).
Un artículo publicado en 2018 en Nature Physics  presenta una borradura de Landauer realizada en temperaturas criogénicas (T = 1 K) en un arreglo de imanes moleculares cuánticos de alto-espín (S = 10). El arreglo está hecho para actuar como un registro de espín donde cada nanomagneto codifica un solo bit de información. Este experimento ha dejado las bases para la extensión de la validez del principio de Landauer dentro del mundo cuántico. A causa de la dinámica rápida y la "inercia baja" de los espines individuales utilizados en el experimento, los investigadores también mostraron cómo una operación de borradura puede ser llevada a cabo mediante el coste termodinámico más bajo posible— impuesto por el Landauer principio—y a una velocidad alta.

## Racionalización
El principio de Landauer puede ser entendido como una consecuencia lógica sencilla del segundo principio de la termodinámica —que establece que la entropía de un sistema aislado no puede disminuir—junto con la definición de temperatura termodinámica. Ya que, si el número de los estados lógicos posibles de una computación fueran a disminuir conforme la computación proceda (irreversibilidad lógica), esto constituiría una disminución de entropía no admisible, a no ser que el número de los estados físicos posibles que corresponden a cada estado lógico fueran a aumentar simultáneamente por al menos una cantidad compensadora, de modo que el número total de estados físicos posibles fuera no más pequeño que  lo que era originalmente (i.e. la entropía total ha no disminuido).
Sin embargo, un aumento en el número de estados físicos que corresponden a cada estado lógico implica que, para un observador que está manteniendo la pista del estado lógico del sistema pero no el estado físico (por ejemplo un "observador" que consiste en el ordenador mismo), el número de estados físicos posibles ha aumentado; en otras palabras, la entropía ha aumentado desde el punto de vista de este observador.
La entropía máxima de un sistema físico acotado es finita. (Si el principio holográfico es correcto, entonces los sistemas físicos con área de superficie finita tienen una entropía máxima finita; pero independiente de la veracidad del principio holográfico, la teoría de campo cuántico establece que la entropía de sistemas con energía y radio finitos debe ser finita, como consecuencia de la cuota de Bekenstein.) Para evitar lograr esta cuota máxima sobre el curso de una computación extendida, la entropía finalmente tiene que ser expulsada a un entorno exterior.

## Ecuación
El principio de Landauer afirma que  hay una cantidad mínima posible de energía requerida para borrar un bit de información, conocido como el límite de Landauer:
{\displaystyle E=k_{\text{B}}T\ln 2,}
donde {\displaystyle k_{\text{B}}} es la constante de Boltzmann (aproximadamente 1.38×10−23 J/K), {\displaystyle T} es la temperatura de disipador de calor en kelvins, y {\displaystyle \ln 2} es  el logaritmo natural de 2 (aproximadamente 0.69315). Después de establecer el valor de {\displaystyle T} igual a la temperatura de habitación 20 °C (293.15 K),  podemos conseguir el límite de Landauer de 0.0175 eV (2.805 zJ) por bit borrado.
La ecuación puede ser deducida a partir de la fórmula de entropía de Boltzmann ({\displaystyle S=k_{\text{B}}\ln W}), considerando que {\displaystyle W} es el número de estados del sistema, el en el caso de un bit es 2, y la entropía {\displaystyle S} está definida como {\displaystyle E/T}. Así que la operación de borrar un bit solo aumenta la entropía de un valor de al menos {\displaystyle k_{\text{B}}\ln 2}, emitiendo en el entorno una cantidad de energía igual o más grande que {\displaystyle k_{\text{B}}T\ln 2}.

## Retos
El principio es ampliamente aceptado como una ley física, pero en años recientes  ha sido desafiado por utilizar razonamiento circular y por asunciones falsas, notablemente en Earman y Norton (1998), y posteriormente en Shenker (2000) y Norton (2004, 2011), y defendido por Bennett (2003), Ladyman et al. (2007), y por Jordania y Manikandan (2019).
Por otro lado, avances recientes en físicas estadísticas de no-equilibrio han establecido que no hay ninguna relación a priori entre reversibilidad lógica y termodinámica. Es posible que un proceso físico es lógicamente reversible pero termodinámicamente irreversible. Es también posible que un proceso físico es lógicamente irreversible pero termodinámicamente reversible. En el mejor caso, los beneficios de implementar una computación con un sistema lógicamente reversible están matizados.
En 2016, investigadores en la Universidad de Perugia aseveraron haber demostrado una violación del principio de Landauer. Aun así, según Laszlo Kish (2016), sus resultados son inválidos porque  "desatienden la fuente dominante de disipación de energía, es decir, la energía de carga de la capacitancia del electrodo de entrada".

## Lectura relacionada
- «Transfer entropy and transient limits of computation», Scientific Reports 4, 2014: 5394, Bibcode:2014NatSR...4E5394P, PMC 4066251, PMID 24953547, doi:10.1038/srep05394.